# Renato Marino Mazzacurati
Renato Marino Mazzacurati (Galliera, 22 luglio 1907 – Parma, 18 settembre 1969) è stato uno scultore e pittore italiano e uno dei rappresentanti della cosiddetta Scuola Romana, capace nell'arco della sua carriera produttiva di avvicinarsi e rappresentare le correnti artistiche del cubismo, dell'espressionismo e del realismo, dimostrando un'importante apertura mentale per quel che concerneva le arti. La politica ebbe un ruolo fondamentale per la sua produzione. Egli riteneva infatti che l'arte potesse svolgere una funzione sociale.

Monumento ai Martiri ed alla Indipendenza del Libano, Beirut (1960)

Scoprì il pittore Antonio Ligabue dandogli la possibilità di coltivare il suo talento.

## Biografia

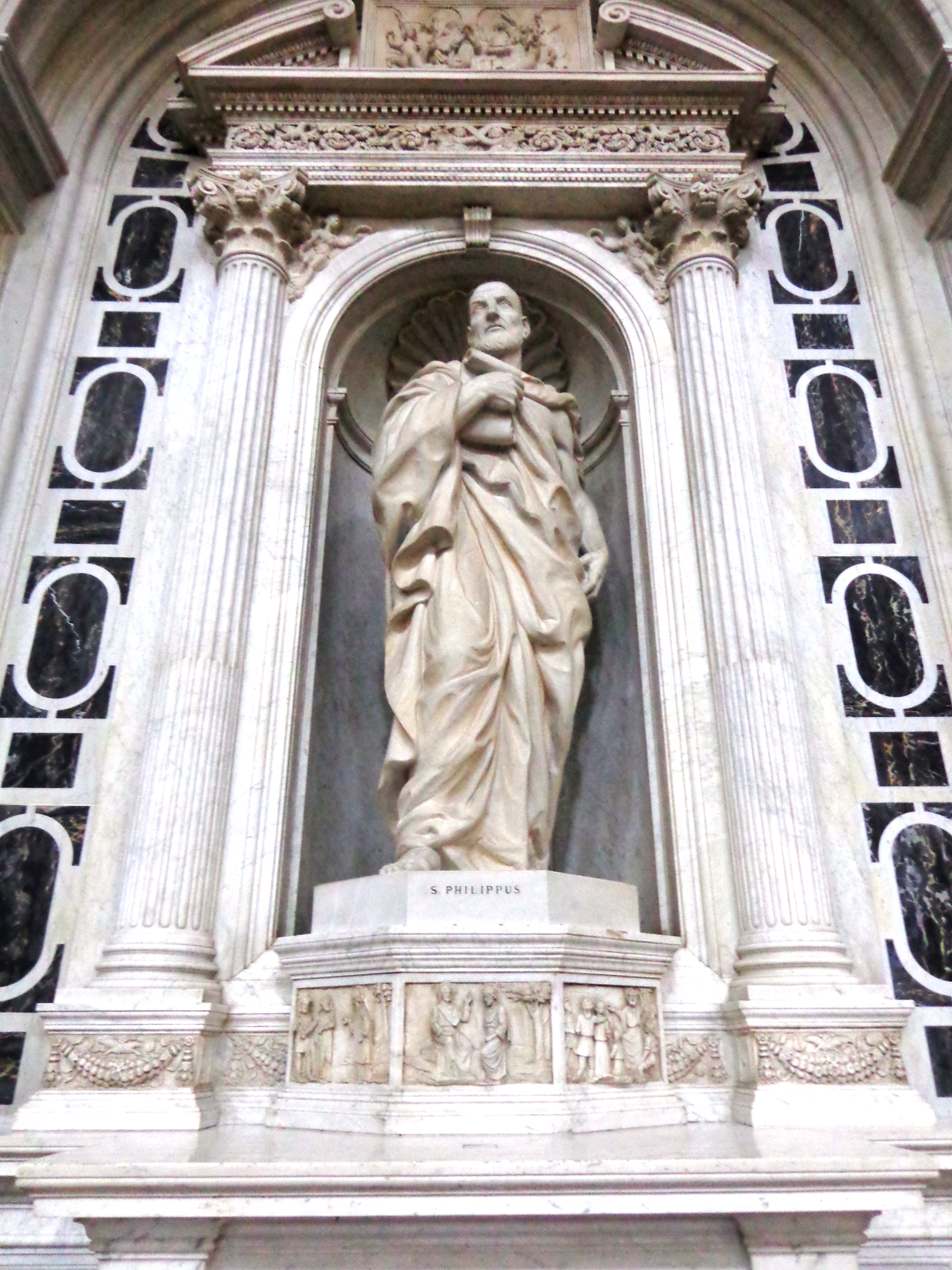
San Filippo, Basilica Cattedrale Protometropolitana della Santa Vergine Maria Assunta di Messina.

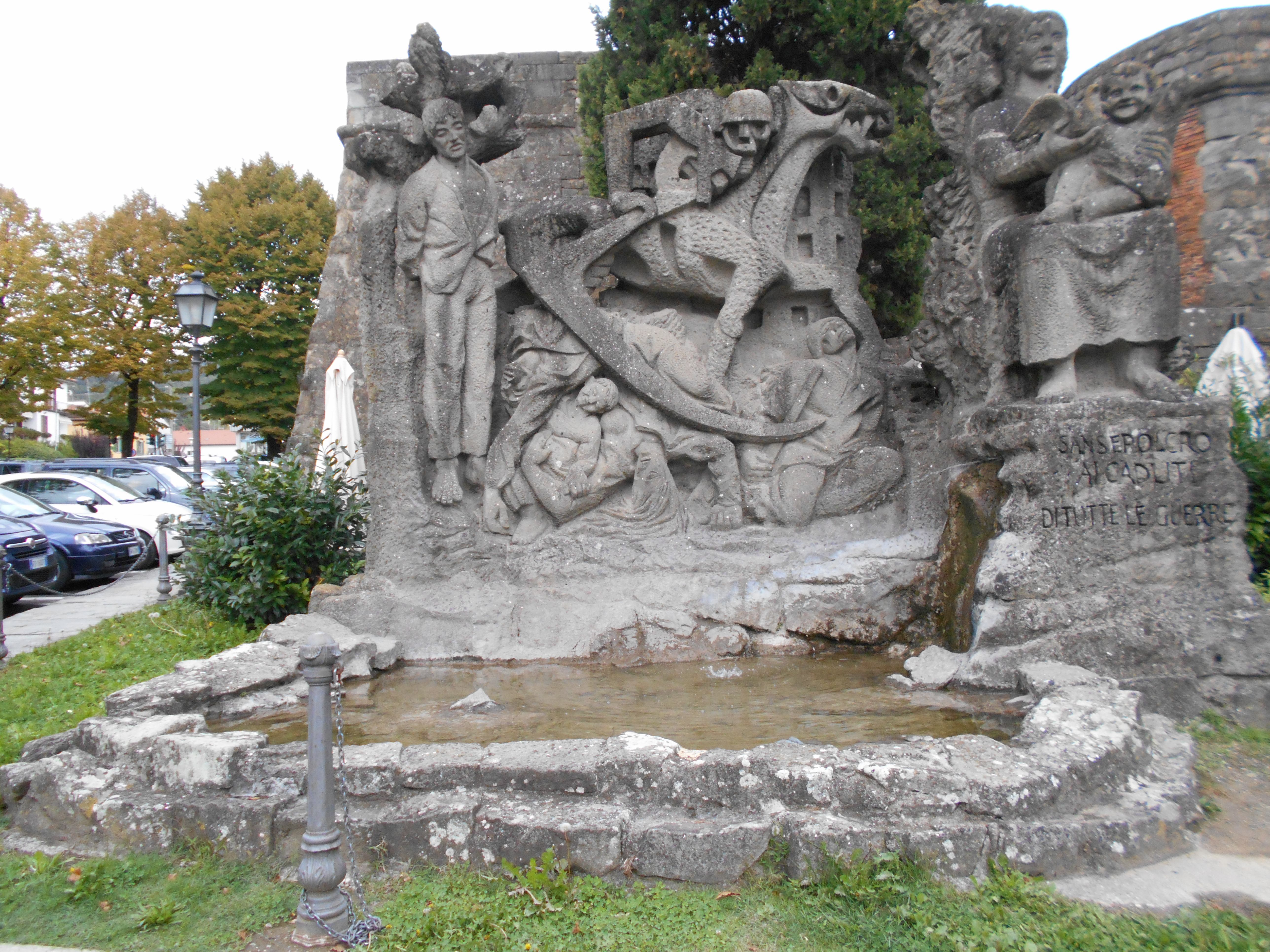
Monumento ai caduti di tutte le guerre, Sansepolcro

Era il primogenito di Luigi Mazzacurati, imprenditore edile, e di Adalgisa Maria Stefani.
Espulso dal Collegio San Luigi. per cattiva condotta, tornò a Padova, dove la famiglia si era trasferita poco dopo la sua nascita, studiando privatamente con Fruttuoso Merlin, padre della futura politica Lina.
Stabilitosi a Roma nel 1926, conobbe e frequentò Scipione, Mario Mafai e Antonietta Raphaël, formando con loro quel sodalizio che Roberto Longhi chiamò la Scuola di via Cavour.
Nel 1931 si recò a Parigi, dove si interessò soprattutto all'opera di Rodin, Matisse e Picasso, come mostrarono sia la sua produzione pittorica (1931-1935) sia le sculture caratterizzate da un espressionismo che forza la struttura fisica fondamentalmente naturalistica (vedi per es. Ritratto del conte N., 1936) o la deforma in mostruose figure grottesche (vedi Imperatori e Imperatrici, 1942-1943). Successivamente Mazzacurati tese ad un più crudo realismo, aderendo nel 1947 al "Fronte nuovo delle arti". Nel dopoguerra lavora con altri artisti per dieci anni nella Villa Massimo di Roma. Suoi sono anche il Monumento al Partigiano di Parma (1964), il Monumento al Partigiano di Mantova (1969), il Monumento alle quattro giornate di Napoli, il Monumento ai caduti di tutte le guerre a Sansepolcro (realizzato in collaborazione con l'architetto Giuseppe Persichetti, tra il 1959 e il 1960), e il mosaico di Santa Barbara nell'omonima chiesa a Colleferro.

## Vita privata
Nel 1931 a Gualtieri, sposò Pia Dall'Aglio da cui ebbe due figli.
La figlia Rosy Mazzacurati ha svolto l'attività di attrice negli anni 50 e 60, mentre il figlio maggiore, Pietro Mazzacurati, architetto, partecipò all'edificazione di diverse opere paterne commemorative della Resistenza in gioventù.